# Park Hae-il
Park Hae-il (* 26. Januar 1977) ist ein südkoreanischer Schauspieler. Er startete seine Karriere im Theater und wurde später bekannt durch den Film Jealousy Is My Middle Name (2003). Für den Film wurde er mit dem Korean Film Award als bester Nachwuchsschauspieler ausgezeichnet. International bekannt wurde er vor allem durch die Filme Memories of Murder (2003), The Host (2006) und War of the Arrows (2011). Für Letzteren erhielt er den Grand Bell Award und den Blue Dragon Award als bester Schauspieler.
Park ist seit 2006 mit der Drehbuchschreiberin Seo Yoo-seon verheiratet und hat mit ihr einen Sohn.

## Filmografie
- 2001: Waikiki Brothers (와이키키 브라더스)
- 2002: Jealousy Is My Middle Name (질투는 나의 힘)
- 2003: Scent of Love (국화꽃 향기 Gukhwakkot Hyanggi)
- 2003: Memories of Murder
- 2004: My Mother, the Mermaid (인어공주 Ineogongju)
- 2005: Rules of Dating (연애의 목적)
- 2005: Boy Goes to Heaven (소년, 천국에 가다)
- 2006: The Host
- 2007: Shim’s Family
- 2007: Paradise Murdered (극락도 살인사건)
- 2008: Modern Boy (모던 보이)
- 2009: A Million (10억)
- 2009: Good Morning President (굿모닝 프레지던트)
- 2010: Moss (이끼 Ikki)
- 2010: Heartbeat (심장이 뛴다)
- 2011: End of Animal
- 2011: War of the Arrows (최종병기 활)
- 2012: Doomsday Book
- 2012: A Muse (은교 Eungyo)
- 2013: Boomerang Family (고령화 가족)
- 2014: Gyeongju
- 2014: Jeboja (제보자)
- 2014: My Dictator (나의 독재자 Na-ui Dokjaeja)
- 2017: The Fortress (Namhansanseong)
- 2018: High Society auf Koreanisch (상류사회 Sangnyusahoe)
- 2019: The King’s Letters (나랏말싸미 Naratmalssami)
- 2022: Die Frau im Nebel (Decision to Leave / 헤어질 결심 Haeojil Gyeolsim)